# شعار خدمات پستی ایالات متحده آمریکا

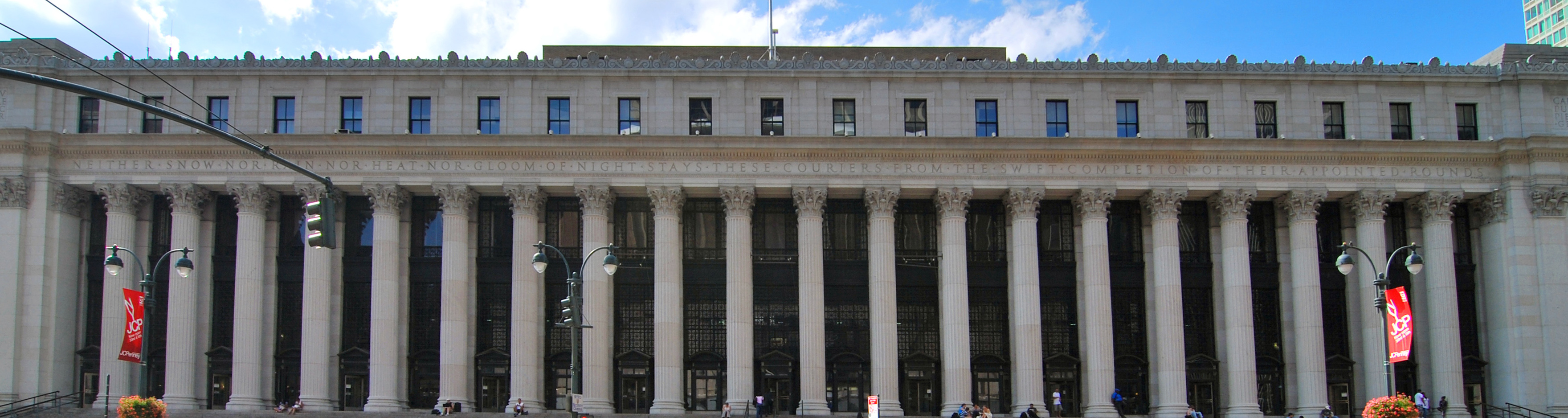
ساختمان اداره پست جیمز فارلی، وابسته به خدمات پستی ایالات متحده آمریکا. کتیبه حکاکی‌شده بر سر در ورودی آن با مضمون شعار مشهور هخامنشان به خوبی مشهود است

ساختمان اداره پست جیمز فارلی در سال ۱۹۱۴ میلادی ساخته شده‌است و مدت‌های مدیدی است که کارمندان خدمات پستی ایالات متحده آمریکا به شعار بسیار مشهور این اداره خو گرفته‌اند. این ساختمان از این رو برای پارسی زبانان مهم است که جمله  هرودوت تاریخ‌نویس پرآوازه یونانی درباره سامانه پستی ایران در زمان هخامنشیان  بر روی سر در آن نوشته شده‌است.. با اینکه این شعار به عنوان مرام‌نامه یا شعار رسمی این اداره قلمداد نگردیده، اما به‌طور قطع به عنوان یک شعار غیررسمی به همراه شعری از چارلز ویلیام الیوت به نام نامه، به تأیید رسیده‌است. در جدول زیر نوشته انگلیسی که بر سر در این ساختمان نقش بسته‌است را به همراه برگردان پارسی آن می‌بینید:

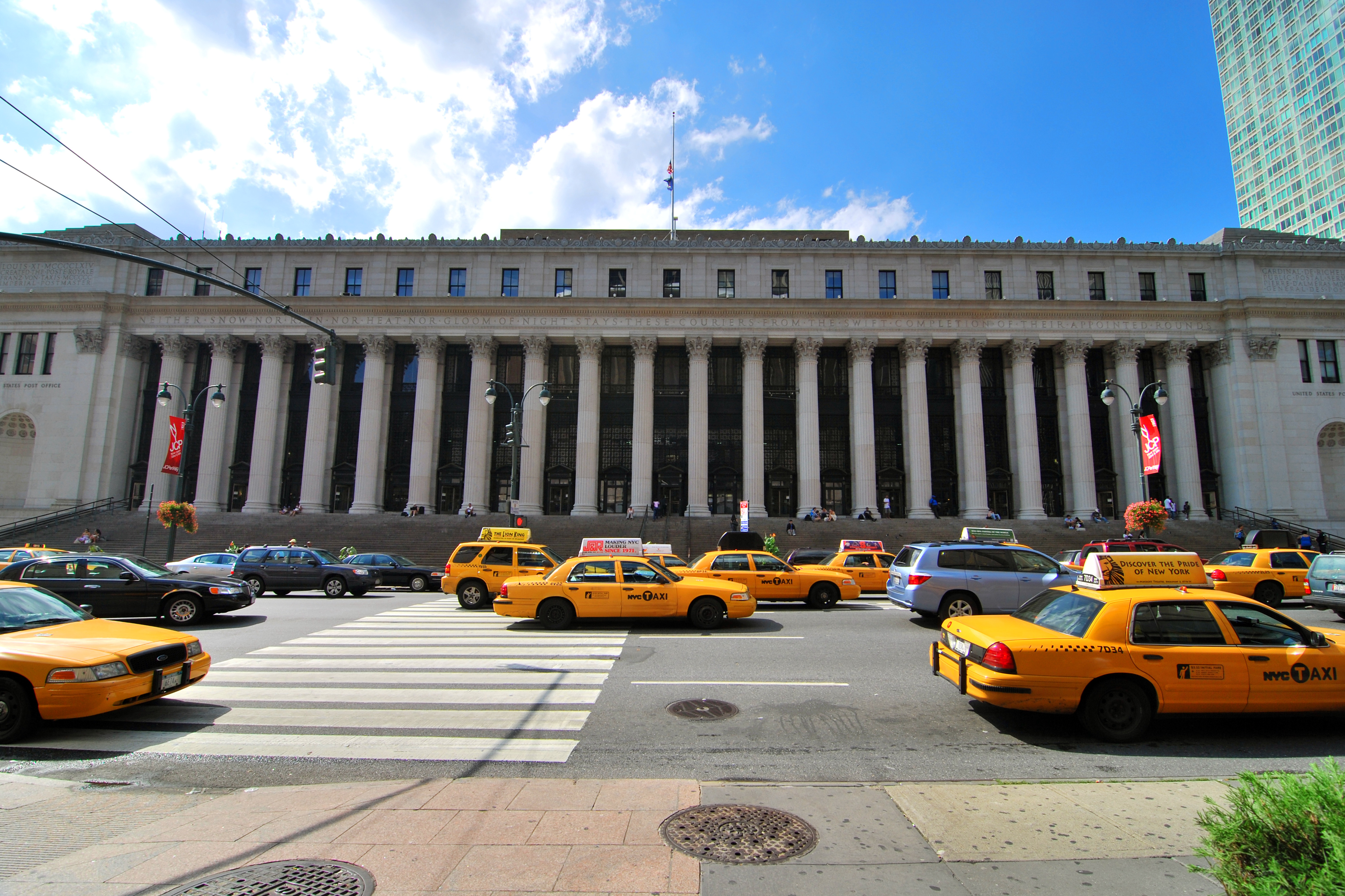
اداره پست جیمز فارلی نیویورک

| انگلیسی | Neither snow, nor rain, nor heat, nor gloom of night stays these couriers from the swift completion of their appointed rounds |
| پارسی   | نه برف، نه باران، نه گرما، نه تاریکی شب نمی‌تواند این پیک‌ها را از انجام تند و تیز وظیفه‌شان بازدارد.                            |

## کاربرد این شعار در میان مردم آمریکا
سامانه پست ایالات متحده (USPS: United States Post Service) شعار رسمی ندارد ولی نوشته سردر اداره پست جیمز فارلی شهر نیویورک برای مردم آمریکا به عنوان شعار پستی آن کشور شناخته شده‌است. این شعار بارها و بارها توسط مردم آمریکا و همچنین نویسندگان و رمان‌نویس‌ها و خوانندگان و فیلم سازان با جمله‌بندی‌هایی نزدیک به هم به کار رفته‌است. برای نمونه در فیلم ماجراهای اودیسه بازیگر نقش Wooton Bassett می‌گوید:
"باران یا آفتاب، برف یا بوران، ما پیغام‌های خود را خواهیم رساند!"